# Балановський Інокентій Андрійович
Інокентій Андрійович Балановський (14 (26) листопада 1885, Черкаси, Російська імперія — не раніше 1937) — радянський астроном.
У 1910 році закінчив Петербурзький університет. Працював завідувачем сектору астрофізики Пулковської обсерваторії. 7 листопада 1936 заарештований у зв'язку з «Пулковською справою», 25 травня 1937 засуджений до 10 років тюремного ув'язнення. Подальша доля невідома.
Реабілітований у 1957 році.